# Verzorgingsplaats Blaak
Verzorgingsplaats Blaak is een Nederlandse verzorgingsplaats aan de A58 Eindhoven-Vlissingen tussen afritten 11 en 12, ten zuiden van Tilburg in de gemeente Tilburg.
De verzorgingsplaats dankt haar naam aan het riviertje De Blaak, dat uitkomt op de Oude Leij, waarnaar de tegenovergelegen verzorgingsplaats Leikant is vernoemd. Dit riviertje heeft zijn naam ook gegeven aan de wijk Blaak en het natuurgebied De Blaak.
Bij de verzorgingsplaats zijn geen voorzieningen aanwezig. 
Richting Vlissingen: Kriekampen · Brehees · Blaak · Molenheide · Lage Aard · Bremberg · Hoezaar · Spuitendonk · Wouwse Tol Noord · 't Scheld · Vliete · Selnisse
Richting Eindhoven: Arnemuiden · Vliedberg · Voetpomp · Het Rak · Wouwse Tol Zuid · Mastpolder · Liesbos · Hooge Aard · Raakeind · Leikant · Kerkeind · Kloosters